# Pisone Indijanci
Pisone (Pisón), pleme američki Indijanaca u prvoj četvrtini 18. stoljeća naseljeno u sjeveroistočnom Meksiku. Jezično su s rezervom klasificirani porodicama Coahuiltecan i Tamaulipecan. Manuel Orozco y Berra za njih i Janambre kaže da govore istim jezikom i pripadaju istoj jezičnoj porodici (Janambrian), a locira obje grupe na jugozapadu Tamaulipasa, od doline Purisima na jugu pa do Rio Blanco na sjeveru, i u susjedstvu s plemenima Guachichil i Pame. Villa-Señor ih locira istočno od puebla Tula. Pisone su po svoj prilici bili ratoborni kao i njihovi rođaci Janambre, kako ih je opisao José Arlegui, a u tome ga prati Orozco y Berra.